# Tragedia de Vargas
La tragedia de Vargas, denominada también como el deslave de Vargas, es como se le conoce al conjunto de deslaves, corrimientos de tierra e inundaciones ocurridas en las costas caribeñas de Venezuela, ocurridos en el estado Vargas (actual estado La Guaira) el 15 de diciembre de 1999 y especialmente trágica para dicho estado, desde donde recibe la denominación, pero que afecta a otras regiones del país. Este es considerado el peor desastre natural ocurrido en el país después del terremoto de 1812. Las cifras de fallecidos aunque sin carácter oficial se calculan desde centenares hasta miles (van de menos de 700 hasta 30.000 muertos dependiendo de la fuente), mientras que los damnificados tampoco confirmadas oficialmente se cuentan en decenas de miles. Este hecho aparece en el Libro Guinness de los récords como el mayor número de víctimas mortales por un alud de barro.
Las zonas más afectadas por el desastre natural del 15, 16 y 17 de diciembre son las costas de los estados Vargas, Miranda y Falcón. Miles de personas fueron desplazadas y pueblos enteros quedaron devastados, entre la infraestructura perdida por el desastre se cuentan universidades, grandes hoteles, clubes, importantes comunidades, vialidad, entre otros.

## Datos del fenómeno
Fuertes precipitaciones dejaron en el estado Vargas más de 1814 mm de agua en las dos primeras semanas del mes de diciembre causando una saturación de los suelos por la cantidad de agua, esto a su vez generó que el caudal de agua bajara por pendientes de más de 30 grados trayendo consigo deslizamientos de tierra, rocas, árboles y la capa vegetal de las montañas.

## Antecedentes
Se han reportado varios acontecimientos similares al ocurrido en diciembre de 1999 en la misma zona, entre los cuales se destacan:
- 1798: En este año gracias a las anécdotas poco documentadas de un testigo, el río Osorio aumenta su caudal entre el 11 y el 13 de febrero de dicho año debido a fuertes precipitaciones que se extienden por 60 h; el centro de La Guaira se ve afectado siendo destruidas algunas casas. Alexander von Humboldt visita la zona un año después y hace algunos reportes.[3][4]

- 1951: Un fenómeno meteorológico similar sucede en la misma zona del 15 al 17 de febrero de 1951 cuando el río Naiguatá cambia de cauce arrasando consigo numerosas casas mientras que otros ríos como el Osorio y el Caracas crecen por las precipitaciones afectando, el primero de ellos, a la ciudad de La Guaira. Estas precipitaciones se calcularon en cerca de 530 mm de agua en tan sólo 60 horas. El evento quedó bastante bien documentado en los periódicos de la época, especialmente en El Universal, que hizo también referencia a los efectos desastrosos de las lluvias tanto en Caracas como en el resto del territorio nacional. Otra excelente fuente de información sobre las lluvias extraordinarias de 1999, 1951 y de otras fechas, en el Litoral centro - septentrional de Venezuela, puede consultarse en: Antonio Luis Cárdenas Colménter.

## Cronología
5 de diciembre
Se declara la primera alerta en la zona del estado Vargas por parte del organismo de Defensa Civil regional, luego de 5 días de lluvia han caído en la zona más de 120 milímetros de agua y al menos 200 viviendas ya habían sido destruidas.
6 de diciembre
El centro de información de la Fuerza Aérea de Venezuela advierte que sólo en el estado Vargas estaba lloviendo tres veces más que el promedio histórico.
10 de diciembre
El Ministerio del Ambiente y de los Recursos Naturales emite una alerta mientras que las precipitaciones llevan un acumulado de 250 mm de agua habiendo causado para el momento al menos un millar de damnificados en la entidad. Los primeros deslaves importantes empiezan a tener lugar, para el momento ya 1.500 t de lodo y escombros habían sido removidos de las carreteras.
13 de diciembre
Fuertes precipitaciones azotan la costa norte de Venezuela, el fenómeno se origina cuando vientos del norte intentan pasar las montañas del litoral central descargando la mayor parte de la humedad que contenían sobre las laderas septentrionales de la Serranía del Ávila. Se estima que ha caído ya más de 5 veces la precipitación que lo que cae normalmente en las 2 primeras semanas del último mes del año habiendo superado el máximo histórico de 282 milímetros de agua acumulada. Son pronosticadas aún 48 horas más de precipitaciones.
14 de diciembre
Mientras los venezolanos se preparan para votar en el referéndum para la aprobación de una nueva Constitución para el país que se efectuaría al día siguiente, las precipitaciones en el litoral central continúan, los bomberos de la región consideran decretar el estado de Alarma en la zona. Las precipitaciones alcanzan los 400 mm de agua.
Luego de que los reporteros le preguntaran si las lluvias motivarían la suspensión del proceso electoral, el presidente Hugo Chávez citó las palabras de Simón Bolívar, pronunciadas el 26 de marzo de 1812 (en plena lucha por la independencia), sobre las ruinas de un templo minutos después de un fuerte terremoto en Caracas: "Si la naturaleza se opone, lucharemos contra ella y haremos que nos obedezca".
15 de diciembre

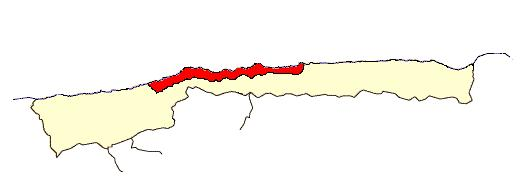
Mapa del estado Vargas, en rojo las zonas más afectadas.

El 15 de diciembre de 1999 es recordado como "el día que la montaña avanzó hasta el mar", las fuertes precipitaciones de los últimos días dan origen a extensos deslaves y derrumbes en las laderas montañosas de la Serranía del Ávila que vienen a ocasionar crecidas inmensas y violentas del caudal de los ríos, cuyo caudal es normalmente pequeño dada la escasa longitud que tienen (el río San Julián, que nace en el Pico Oriental de la Silla de Caracas, a 2640 m s. n. m., y desemboca en el mar en Caraballeda, tiene apenas 9,82 km de longitud a pesar de ser uno de los más largos). Y por la gran pendiente de sus cuencas, comienzan a arrastrar gran cantidad de sedimentos, volúmenes inmensos de agua y rocas enormes de hasta 9 metros de diámetro (el tamaño de un autobús) alcanzando velocidades de hasta 60 km/hora o más y profundidades de hasta 9 metros, todo lo cual viene a causar grandes desbordamientos y destrucción en las poblaciones que se ubican en los conos de deyección formados en la costa norte de Venezuela por dichos ríos. Como es lógico, las poblaciones se ubicaron desde el período virreinal en esos conos de deyección, que son las áreas con menores pendientes en la zona, pero precisamente por este hecho, la destrucción se incrementa al irse acumulando todos los materiales acarreados por los ríos al perder velocidad sus aguas. 
El país, en medio de elecciones, desconoce con certeza la situación de los estados afectados, los medios de comunicación empiezan a reportar el evento.
16 de diciembre
Las precipitaciones aún continúan y los deslaves ya han dejado pueblos destruidos a su paso. 11 estados del país se encuentran afectados por el fenómeno meteorológico, las zonas más afectadas corresponden al estado costero de Vargas. Las precipitaciones acumuladas alcanzan los 1.200 mm en dos semanas y la increíble cantidad de 1.700.000 metros cúbicos de lodo y sedimentos son arrastrados por los caudales de los ríos hasta las costas.
17 de diciembre
Luego de que el tiempo lo permite, y con todas las vías de acceso colapsadas por derrumbes en el estado Vargas, se inicia la ayuda por aire a dicha entidad desde Caracas, los niños y las personas mayores son los primeros en ser rescatados. Los servicios meteorológicos de Venezuela, Colombia y Estados Unidos confirman que las lluvias continuarán en la zona por los próximos días, pero que las mismas disminuirán de intensidad.
20 de diciembre
El Gobierno nacional declara a 1500 a 3000 muertos (la mayoría desaparecidos), cerca de 94 000 damnificados y más de 130 000 evacuados como consecuencia de los deslaves.[cita requerida] Se declara Estado de Emergencia en 8 de las 23 entidades del país. 
21 de diciembre
La cifra de muertos asciende a 16 mil según estimaciones del gobierno, contingentes de las fuerzas armadas y voluntarios comienzan un rescate por todos los medios posibles. Barcos de la Armada atracan en las costas del estado Vargas a fin de evacuar a los sobrevivientes. Un alto funcionario del gobierno estima que los fallecidos por el desastre podrían alcanzar las 30 000 personas.[cita requerida]

## Zonas afectadas
En total 14 de las 23 entidades que conforman el país se vieron afectadas por las lluvias torrenciales. Las entidades afectadas fueron: 

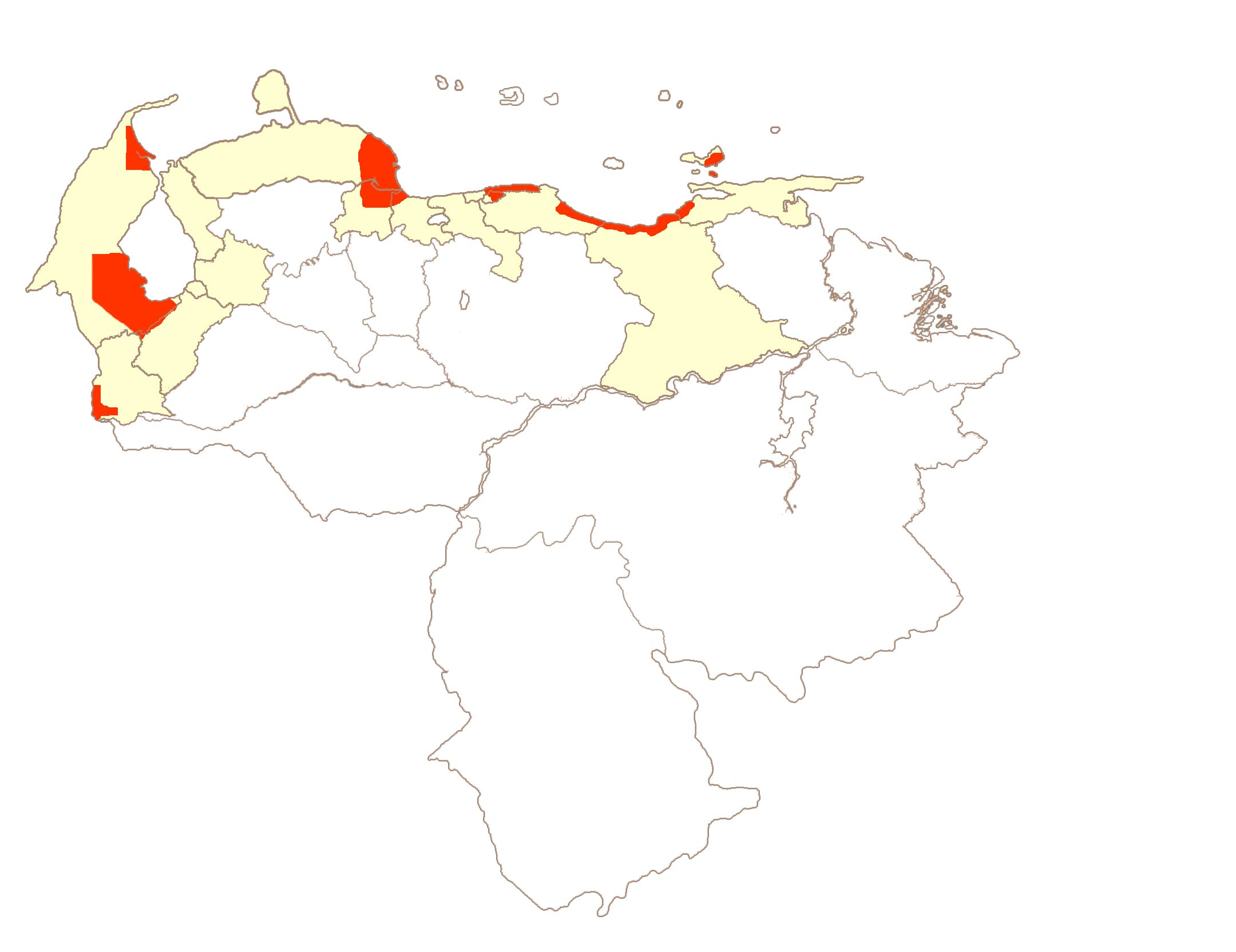
Mapa que detalla las zonas afectadas (en rojo).

- Anzoátegui
- Aragua
- Carabobo
- Falcón
- Lara
- Mérida
- Miranda
- Nueva Esparta
- Sucre
- Táchira
- Trujillo
- Vargas
- Yaracuy
- Zulia

## Rescate y reconstrucción
El rescate de los supervivientes se inició de manera tardía unos días después del evento, ante la sorpresiva situación. La coordinación estuvo a cargo del gobierno nacional, en la misma participaron soldados de los cuatro componentes de las fuerzas armadas del país, la organización Defensa Civil, la Policía Metropolitana, la comunidad nacional e internacional, entre otros. Se usó como base de operaciones al Aeropuerto Internacional de Maiquetía Simón Bolívar, ubicado en la ciudad de Maiquetía en la costa de litoral central, desde la misma eran transportados los sobrevivientes hasta los distintos refugios organizados por el gobierno siendo el principal de estos el ubicado en el Poliedro de Caracas en la ciudad capital.
En el año 2000 se realiza un reconocimiento oficial a la noble labor realizada por voluntarios, instituciones y empresas privadas en el rescate de mascotas damnificadas.

### Ayuda internacional
A los pocos días del desastre, numerosos países y organizaciones alrededor del mundo ofrecieron su cooperación y ayuda a los venezolanos, entre el apoyo recibido se cuentan equipos de rescate, comida, medicinas, agua potable, sábanas, asistencia médica, hospitales de campaña, helicópteros, equipos de construcción además de dinero.
África
- Argelia
- Egipto

América
- Argentina: El presidente Fernando de la Rúa envía avión con 18 toneladas en insumos de ayuda a los damnificados. Las selecciones de fútbol sub-23 de ambos países jugaron en Buenos Aires un partido amistoso a beneficio de las víctimas.
- Antillas Neerlandesas
- Aruba: Ayuda material
- Barbados
- Bolivia
- Brasil: Personal de defensa civil, médicos, tiendas de campaña y material de búsqueda.
- Canadá: El primer ministro Jean Chrétien envía personal con experiencia en desastres naturales para ayudar con los rescates
- Chile: El presidente Eduardo Frei Ruiz-Tagle envía un avión Hércules C-130 de la Fuerza Aérea Chilena con más de 209 toneladas en alimentos, carpas, camas y mantas.
- Colombia: El presidente Andrés Pastrana envía 500 carpas, cocinas de campaña, una misión de 13 personas especialistas en desastres, medicinas y alimentos y 2 millones de dólares.
- Costa Rica
- Cuba: El presidente Fidel Castro envía personal médico para ayudar a los heridos del desastre.
- Ecuador: El presidente Jamil Mahuad envía un avión militar con alimentos, medicinas, equipos de socorro y médicos.
- El Salvador: El presidente Francisco Flores envía insumos recaudados en el país por el pueblo salvadoreño.
- Estados Unidos: El embajador de Estados Unidos en Venezuela acuerda enviar 75 000 $, helicópteros UH-60 Blackhawk y aviones Hércules C-130. Por su parte, el presidente Bill Clinton autoriza al ministerio de Defensa a donar 20 millones de dólares en artículos de ayuda humanitaria para los damnificados, y la Agencia Internacional para el Desarrollo ayuda al país con otros 3 millones de dólares. Además, unos 120 militares estadounidenses llegaron con equipo para purificación de agua y cuatro helicópteros. El 11 de enero de 2000, el presidente Hugo Chávez rechazó el envío de dos navíos estadounidenses que transportaban a 450 ingenieros de la Armada y los Marines, así como tractores, bulldozers y maquinaría de ingeniería. Chavéz alegó que Venezuela no necesitaba personal adicional, dinero o equipo. Un portavoz del Departamento de Estado aseguró que Estados Unidos había respondido a una carta del ministro de Defensa venezolano, quien solicitaba específicamente ingenieros militares.[6]
- Guatemala
- Guyana
- Honduras
- Jamaica: Envío de recursos materiales.
- Martinica
- México: El gobierno del presidente Ernesto Zedillo envía hospitales de campaña, dotados de medicamentos y camas, además envía a un grupo de 190 especialistas de rescate.
- Perú: Envío de recursos materiales.
- Puerto Rico: El gobernador Pedro Rosselló González envía personal especialista en rescate
- República Dominicana
- San Vicente y las Granadinas
- Trinidad y Tobago
- Uruguay

Asia y Medio Oriente
- China
- Corea del Sur: 30 mil dólares
- India
- Irán
- Israel: El presidente Ezer Weizman ofrece cargamento de vital material farmacéutico por un valor de 100 000 dólares.
- Japón: 625 000 yenes.
- Kuwait

Europa
- Alemania: El presidente Johannes Rau donó materiales para la reconstrucción del sistema de agua potable del estado Vargas.
- Austria
- Dinamarca
- España: El gobierno del presidente José María Aznar López dona a Venezuela medio millón de dólares para la adquisición de medicinas para atender a los afectados de la tragedia. Miles de españoles donan dinero, medicinas y libros para ayudar a los damnificados del estado Vargas.  El Gobierno de Canarias estableció diversas líneas de ayudas económicas y materiales y el envío de ayuda humanitaria en vuelos directos, para la atención de la población afectada en Venezuela.
- Finlandia
- Francia: El presidente Jacques Chirac envía ayuda económica y de logística, además, la embajada francesa en Venezuela reconstruye la localidad de Nuevo Guapo en el Estado Miranda con donaciones de Francia.
- Grecia
- Hungría
- Islandia
- Irlanda: El gobierno de Mary McAleese dona unos 308 000 dólares en ayuda humanitaria.
- Italia: 500 mil dólares de ayuda inmediata. El gobierno de Dini dona más un millón de dólares para la reconstrucción.[7]
- Noruega: 50 mil dólares, además de medicinas y equipos de comunicación.
- Liechtenstein
- Mónaco
- Países Bajos
- Portugal
- Reino Unido
- República Checa
- Suecia
- Suiza
- Turquía

Oceanía
- Australia
- Nueva Zelanda

Organizaciones Mundiales
- Banco Mundial: Donación de 12,5 millones de dólares para la construcción de escuelas en las regiones más afectadas.
- Banco Interamericano de Desarrollo
- Comisión Europea: Ofrece un total de 55 000 000 de Euros al país para la reconstrucción de la zona en un plan de 4 años.
- Corporación Andina de Fomento
- Cruz Roja
- FAO (Programa Mundial de Alimentos): 5,1 millones de dólares son aprobados para el país como ayuda para los damnificados de las lluvias, los mismos se administrarán en un plan de 5 meses.
- OEA: el secretario general de la OEA para el momento, César Gaviria, transfiere recursos del Fondo de Asistencia para Situaciones de Emergencia.
- OPEP
- PNUD
- UNICEF

Organizaciones nacionales
- Asociación Bancaria de Venezuela: Recolectó cerca de 2 000 millones de bolívares (alrededor de 3 millones de dólares para ese momento) para ser destinados a la reconstrucción de la zona afectada.
- BBVA Banco Provincial: Dona al Estado 180 000 metros cuadrados para la construcción de nuevas casas para los damnificados.

Organizaciones no gubernamentales
- Santa Sede
- Fundación Telmex: Dona al país cerca de 110 millones de dólares en ayuda humanitaria con plantas de luz, medicinas y alimentos.
- ADRA: Envía ayuda económica y de logística, además, envía un avión con alimentos, medicinas, equipos de socorro, personal especialista en rescate y médicos. Provenientes de México, Alemania, Estados Unidos y Canadá, ADRA Venezuela se suma también a la ayuda con diferentes insumos entre ellos agua y comida.[8]

Otros:
- Colombia: las emisoras Cadena Súper, Colmundo, Todelar y algunas emisoras independientes, organizaron la primera radiomaratón de 72 horas, los días 23 y 27 de diciembre para ayudar a los damnificados de la tragedia de Vargas mediante donaciones, y además sirvió para encontrar y localizar algunos ciudadanos colombianos que se encontraba al momento ocurrido del deslave.

### Reconstrucción

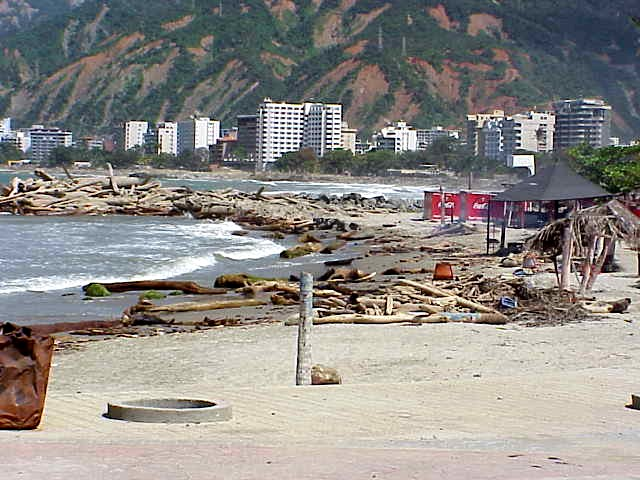
Caraballeda un mes después de la Tragedia de Vargas.

Para la reconstrucción del estado Vargas se crea una autoridad única (Auaev) que recae para ese momento sobre Carlos Genatios, además, se crean diversos organismos nuevos, entre ellos, CORPOVARGAS.
Por su parte, la reconstrucción de las demás entidades del país se llevan a cabo directamente por las Corporaciones regionales, las gobernaciones y alcaldías y la comunidad en general.
Las universidades toman un papel importante en la reconstrucción al proponer diseños y urbanismos para el estado Vargas. Durante los primeros meses del año 2000 se centra toda la ayuda en remover los escombros de las zonas afectadas. Se inicia la restauración de las principales vías en el estado Vargas y la recuperación de la Autopista Caracas - La Guaira. Se comienzan las migraciones y ubicaciones de las personas damnificadas por parte del gobierno Venezolano, a otros estados de Venezuela.
En 2005 se decide emprender un nuevo plan de acción para la reconstrucción del estado, el llamado Plan Vargas con un monto de inversión de unos 920 millardos de bolívares que para ese momento equivalen a unos 427 000 000 dólares, el plan se propone minimizar los riesgos en las quebradas y zonas de posible desbordamiento de ríos y quebradas así como reactivar el sector turístico del estado Vargas. La oposición política denunció y criticó la gestión del gobierno de Hugo Chávez en la crisis, así como el proceso de reconstrucción de las áreas afectadas, pues algunas nunca fueron terminadas.[cita requerida]